# Paul Blunk

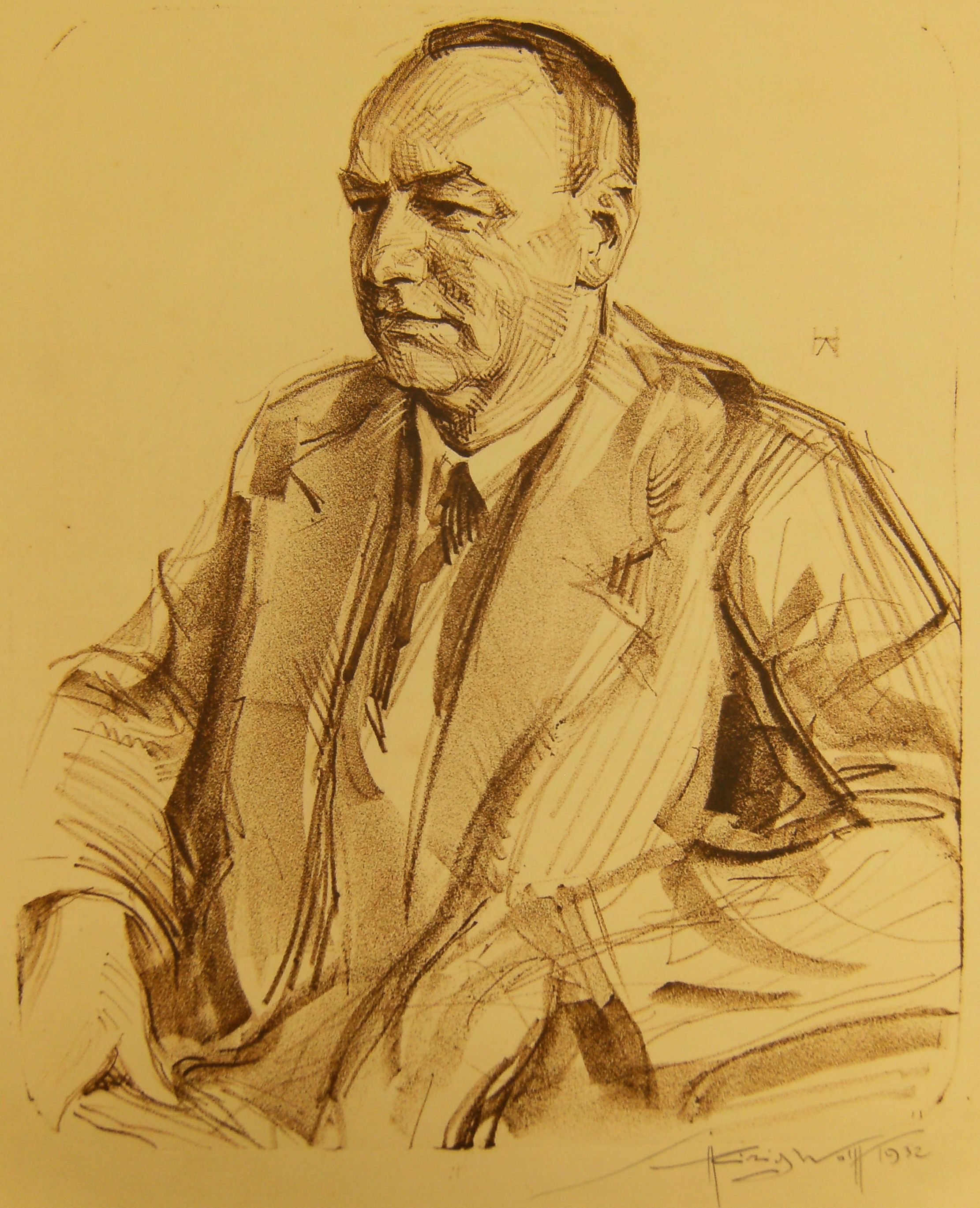
Paul Blunk (Heinrich Wolff, 1932)

Paul Blunk (* 24. Februar 1880 in Maldeuten; † 17. März 1947 in Berlin-Charlottenburg) war ein deutscher Artillerieoffizier und Verwaltungsjurist, zuletzt Landeshauptmann in Ostpreußen.

## Leben
Blunk studierte Rechtswissenschaft an der Albertus-Universität Königsberg und war seit 1900 Mitglied des Corps Baltia. 1909 wurde er von der Universität Rostock zum Dr. iur. promoviert. 1912 wurde er Landesrat bei der Provinzialverwaltung Ostpreußen. Er war mit Ida Marianne Ebner verheiratet und hatte drei Söhne.

### Erster Weltkrieg
Bei Ausbruch des Ersten Weltkrieges wurde Blunk als Oberleutnant der Reserve zur Feldartillerie-Schießschule Jüterbog eingezogen und dem 5. Garde-Feldartillerie-Regiment zugewiesen. Mit diesem Regiment machte er im Verband der 2. Armee den Vormarsch an der Sambre in Belgien und darauf in Frankreich bis gegen Ende August mit. Danach wurde sein Armeekorps nach Osten gefahren und in der Schlacht an den Masurischen Seen eingesetzt. Blunk stand bei der 8. Armee während der Kämpfe bei Allenburg. Mit der neuen 9. Armee zog er nach Südpolen (Opatów, Nowa Alexandrija, Czenstochau). Als sie den strategischen Rückzug antreten musste, erkrankte Blunk im Dezember 1914 an einem Gallenleiden. Am 1. März 1915 kam er zur Ersatz-Abteilung und trat noch einen Erholungsurlaub in Baden-Baden an. Bevor er wieder ins Feld rückte, wurde er am 18. Juni 1915 zum Hauptmann der Reserve befördert. Sein Regiment gehörte damals zur Südarmee und lag an der Solota Lypa. Er wurde bis zum 15. Dezember 1915 als Batteriekommandant zum k.u.k. Feldkanonenregiment 55 kommandiert. Als in der Schlacht an der Somme Verstärkungen erforderlich wurden, führte Blunk dort seit Juli 1916 die 9. (F)Batterie seines Regiments. Ab Mai 1918 führte er die I. Abteilung im Feldartillerie-Regiment „Prinz August von Preußen“ (1. Litthauisches) Nr. 1.

### Weimarer Republik und Drittes Reich
Aus dem Ersten Weltkrieg als Major der Reserve entlassen, nahm Blunk den Dienst als Landesrat sogleich wieder auf. Als die Provinz Ostpreußen um das Gebiet Marienwerder erweitert wurde, war er mit dem Amtssitz Königsberg seit 1920 Erster Landesrat. 1928 wurde er Landeshauptmann der Provinz Ostpreußen. Außerdem war er Präsident der Landesversicherungsanstalt und des Ostpreußischen DRK, Vorsitzender des Verwaltungsrats der Landesbank, der Ostpreußenwerke AG, der Ostpreußischen Landgesellschaft und anderer Gremien.
Zum 1. Mai 1933 trat er der NSDAP bei (Mitgliedsnummer 2.857.077).
Anfang 1936 wurde er im Nachgang der sogenannten Oberpräsidentenaffäre von Gauleiter Erich Koch zusammen mit dem Regierungspräsidenten von Königsberg, Werner Friedrich, abgesetzt, weil beide im Vorjahr mit einer von Heinrich Himmler entsandten Untersuchungskommission der SS zusammengearbeitet hatten, die nach internen Korruptionsvorwürfen Belastungsmaterial gegen Koch sammelte. Dieser hatte im Dezember 1935 kurz vor der Entmachtung gestanden, war aber durch persönliche Entscheidung Hitlers rehabilitiert worden und betrachtete Blunks Kooperation mit seinen innerparteilichen Gegnern als Illoyalität. Sein Nachfolger Helmuth von Wedelstädt war ein enger Vertrauter Kochs und gehörte wie auch Paul Hoffmann, der 1936 zum neuen Regierungspräsidenten aufstieg, zum „Königsberger Kreis“, einem NSDAP-nahen Expertenzirkel aus an der Albertina ausgebildeten Beamten, mit denen Koch seit den 1920er Jahren verbunden war und die in der Affäre zu seiner Entlastung interveniert hatten.
1940 wurde Blunk von Koch offenbar auch aus Ostpreußen ausgewiesen.

## Orden und Ehrenzeichen
- Eisernes Kreuz II. Klasse am 18. Oktober 1914
- Mecklenburgisches Militärverdienstkreuz II. Klasse am 28. Juni 1915
- Militärverdienstkreuz (Österreich) III. Klasse mit Kriegsdekoration im Januar 1916
- Eisernes Kreuz I. Klasse am 27. Januar 1917
- Mecklenburgisches Militärverdienstkreuz I. Klasse 1918

## Veröffentlichungen
- Der halbfertige Masurische Kanal. Landesdruckerei, Königsberg 1929.
- Vorwort zu Fahrten durch Ost- und Westpreußen. Reisevorschläge, 2., verm. u. verb. Auflage. Ost-Europa-Verlag, Königsberg 1933.
- Deutsche Staatenbildung und deutsche Kultur im Preußenlande. Mit Abbildungen auf 207 Tafeln. Königsberg 1931.
- Ostpreußen und der Korridor (Vortrag am 16. März 1933). Volk und Reich Verlag, Berlin 1933.[9]